# 錫弗里角
63°13′S 57°13′W / 63.217°S 57.217°W
錫弗里角（英語：Siffrey Point）是南極洲的海岬，位於葛拉漢地的特里尼蒂半島北岸，處於迪布澤角西北面10公里，在1838年由法國探險家命名，現時由南極條約體系管理。